# Nuša Derenda
Nuša Derenda, nata Anuška Žnideršič (Brežice, 30 marzo 1969), è una cantante slovena.
Ha rappresentato la Slovenia all'Eurovision Song Contest 2001 svoltosi a Copenaghen cantando il brano Energy.

## Discografia
- 1999: Vzemi me veter
- 2000: Ni mi žal
- 2001: Festivali
- 2002: Na štiri oči
- 2004: Največje uspešnice (1998 - 2004)
- 2005: Moj svet
- 2005: Nuša za otroke
- 2008: Prestiž
- 2013: Za stare čase

## Singoli
- 1999: Nekaj lepega je v meni, Boginja
- 2000: Ne kliči me, Čez dvajset let, Ni mi žal
- 2001: Ne, ni res, Energy
- 2002: Pesek v oči
- 2003: Prvič in zadnjič, V ogenj zdaj obleci me
- 2004: Devil, V dobrem in v zlu
- 2005: Noe, Noe
- 2008: Danes vračam se, Za Slovenijo živim
- 2010: Sanjajva, Kada zvijezda padne z neba, Edina
- 2001: Duša moje duše, Kakor ptica, kakor pesem, Nepremagljivi, Zavrtel si me
- 2012: Za stare čase, Naj nama sodi le nebo, Ja u sebe vjerujem, Za nobeno ceno, Ona ve, Svako ima nekog (koga više nema)
- 2014: Blues in vino, Noč čudežna
- 2015: Mi smo s teboj, Dobro se imej
- 2016: Grafit, Tip Top, Beat in ti

## EMA
- 1998: Usliši me nebo
- 1999: Nekaj lepega je v meni
- 2001: Ne, ni res
- 2003: Prvič in zadnjič
- 2005: Noe, Noe
- 2010: Sanjajva
- 2016: Tip Top

## Melodie del mare e festa del sole
- 1998: Preveč zaljubljena
- 1999: Boginja
- 2000: Ne kliči me
- 2012: Za stare čase
- 2014: Blues in vino